# European Film Award du meilleur court métrage
Le Prix du cinéma européen du meilleur film court métrage (European Film Award for Best Short Film) est une récompense cinématographique décernée depuis 2002 par l'Académie européenne du cinéma lors de la cérémonie annuelle des Prix du cinéma européen.
La récompense est aussi appelée Prix UIP.
Les films sélectionnés sont des courts métrages ayant remporté le prix du meilleur court métrage dans un festival de cinéma européen.

## Palmarès

### Années 2010
- 2010 : Hanoi - Warsaw (Hanoi - Warszawa)  Pologne
  - Amor  Norvège
  - Lights (Ampelmann)  Allemagne
  - Les Escargots de Joseph  France
  - Stay, Away (Blijf bij me, weg)  Pays-Bas
  - Out of Love (Ønskebørn)  Danemark
  - Venus VS Me  Belgique
  - The Little Snow Animal (Lumikko)  Finlande
  - Tussilago  Suède
  - Maria's Way  Royaume-Uni  Espagne
  - Talleres Clandestinos  Autriche  Argentine
  - Rendez-vous à Stella-Plage  France
  - Diarchy (Diarchia)  Italie  France
  - The External World  Allemagne
  - Here I Am (Itt vagyok)  Hongrie

- 2011 : The Wholly Family  Italie
  - Berik  Danemark
  - Little Children, Big Words (Små barn, stora ord)  Suède
  - Incident by a Bank (Händelse vid bank)  Suède
  - Derby  Roumanie
  - Jessi  Allemagne
  - The Wolves (I lupi)  Italie  Pays-Bas
  - The Unliving (Återfödelsen)  Suède
  - Silent River (Apele tac)  Allemagne  Roumanie
  - Paparazzi  Pologne
  - The Great Race (La gran carrera)  Espagne
  - Dimanches  Belgique
  - Out (Tse)  Israël
  - Frozen Stories (Opowieści z chłodni)  Pologne
  - Hypercrisis  Autriche

- 2012 : Superman, Spiderman or Batman (Superman, Spiderman sau Batman)  Roumanie
  - Back of Beyond  Royaume-Uni
  - Beast (Csicska)  Hongrie
  - How To Pick Berries (Miten marjoja poimitaan)  Finlande
  - In the Open (Im Freien)  Autriche
  - Morning of Saint Anthony's Day (Manhã de Santo António)  Portugal
  - Objection VI (Einspruch VI)  Suisse
  - Out of Frame (Titloi telous)  Grèce
  - Silent (Sessiz / Bé Deng)  Turquie
  - L'Ambassadeur et moi  Suisse
  - Demain, ça sera bien  France
  - Two Hearts  Irlande
  - Vilaine fille mauvais garçon  France
  - Villa Antropoff  Lettonie

- 2013 : Death of a Shadow (Dood van een schaduw)  France  Belgique (Festival international du film de Valladolid)
  - Cut  Allemagne (Festival international du film de Curtas Vila do Conde)
  - Butter Lamp  France  Chine (Festival international du film de Leeds)
  - House with small windows  Belgique (Festival international du film de Venise)
  - Letter  Russie (Festival du film de Cracovie)
  - Mistery  Espagne (Festival international du film de Berlin)
  - Morning  Royaume-Uni (Festival du film de Cork)
  - The Waves  Portugal (Festival international du film de Flandre-Gand)
  - Orbit Ever After  Royaume-Uni (Festival du film de Bristol)
  - Jump  Bulgarie (Festival international du court métrage de Clermont-Ferrand)
  - Sunday 3  Allemagne (Festival international du film de Tampere)
  - A Story For The Modlins  Espagne (Festival du film de Sarajevo)
  - Tough I Know The River Is Dry  Égypte  Palestine  Royaume-Uni (Festival du film de Rotterdam)
  - Nuclear Waste  Ukraine (Festival du film de Grimstad)
  - Zima  Russie (Festival international du film de Locarno)

- 2014[1] : The Chicken  Allemagne  Croatie (Festival du film de Bristol)
  - Panique au Village : La Bûche de Noël  France  Belgique (Festival international du film de Vila do Conde)
  - The Chimera of M.  Royaume-Uni (Festival international du film de Rotterdam)
  - Dinola (დინოლა)  Géorgie (Festival du film de Grimstad)
  - Fal  Hongrie (Festival du film de Tampere)
  - Hätäkutsu  Finlande (Festival du film de Sarajevo)
  - Hvalfjörður  Islande  Danemark (Festival international du film de Flandre-Gand)
  - Ich hab noch Auferstehung_  Allemagne (Festival international du court métrage de Drama)
  - Lato 2014  Pologne (Festival du film de Cracovie)
  - The Missing Scarf  Irlande (Festival international du film de Valladolid)
  - Pat-Lehem (פת לחם)  Israël (Festival international du film de Venise)
  - Pequeño bloque de cemento con pelo alborotado conteniendo el mar  Espagne  Équateur (Festival du film de Cork)
  - Pride  Bulgarie  Allemagne (Festival international du court métrage de Clermont-Ferrand)
  - Shipwreck  Pays-Bas (Festival international du film de Locarno)
  - Taprobana  Portugal  Sri Lanka  Danemark (Festival international du film de Berlin)

- 2015 : Piknik de Jure Pavlovic  Croatie

- 2016 : 9 days - from my window in Aleppo de Thomas Vroege, Floor van der Meulen, Issa Touma  Pays-Bas  Syrie

- 2017 : Timecode de Juanjo Giménez  Espagne

- 2018 : Gli anni de Sara Fgaier  Italie  France

- 2019 : The Christmas Gift de Bogdan Mureşanu  Roumanie

### Années 2020
- 2020 : All Cats Are Grey in the Dark (Nachts sind alle Katzen grau) de Lasse Linder  Suisse
- 2021 : My Uncle Tudor de Olga Lucovnicova  Belgique
- 2022 : No Dogs or Italians Allowed de Alain Ughetto  France  Italie  Belgique  Suisse
- 2023 : Hardly Working de Susanna Flock, Robin Klengel, Leonhard Müllner, Michael Stumpf  Autriche
- 2024 :  L'Homme qui ne se taisait pas de Nebojša Slijepčević  Croatie